# Anna Zagórska-Rostkowska
Anna Zagórska, po mężu Rostkowska (ur. 26 lipca 1980 w Lwówku Śląskim) – polska lekkoatletka, młodzieżowa mistrzyni Europy (2001), wicemistrzyni Uniwersjady (2003) i halowych mistrzostw Europy (2002), siedmiokrotna mistrzyni Polski w biegu na 800 metrów na otwartym stadionie, olimpijka z Pekinu (2008).

## Kariera sportowa

### Kluby
Była zawodniczką MKS Piast Lwówek Śląski (1993-1997), MKS Osa Zgorzelec (1997-1999), AZS-AWF Wrocław (2000-2006), KS Athletics Jakać Młoda (2007-2009) i Prefbet Śniadowo Łomża (2013). W latach 2010–2012 nie startowała z uwagi na przerwę macierzyńską. Jej trenerem był m.in. Edward Listos.

### Starty międzynarodowe
Jej największymi sukcesami na arenie międzynarodowej były kolejno młodzieżowe mistrzostwo Europy w 2001 w biegu na 800 metrów, z wynikiem 2:07.27, halowe wicemistrzostwo Europy w 2002 w sztafecie 4 x 400 metrów, z wynikiem 3:32,45 (z Anną Pacholak, Anetą Lemiesz i Grażyną Prokopek) oraz dwa srebrne medale na letniej Uniwersjadzie w 2003 - w biegu na 800 metrów, z wynikiem 2:00,11 oraz w sztafecie 4 x 400 metrów, z wynikiem 3:38,17 (z Martą Chrust, Eweliną Sętowską i Joanną Buzą).
Reprezentowała także Polskę na igrzyskach olimpijskich w 2008 (odpadła w półfinale biegu na 800 metrów, z wynikiem 1:58,84), mistrzostwach świata w 2009 (odpadła w półfinale biegu na 800 metrów, z wynikiem 2:01,40), halowych mistrzostwach Europy w 2013 (odpadła w eliminacjach biegu na 800 metrów, z wynikiem 2:05,95), a także mistrzostwach Europy juniorów w 1999 (odpadła w eliminacjach biegu na 800 metrów, z wynikiem 2:07,16).
Czterokrotnie startowała w zawodach Pucharu Europy w biegu na 800 metrów (I liga PE w 2001 - 4. miejsce, z wynikiem 2:05,23, I liga PE w 2003 - 3. miejsce, z wynikiem 2:05,85, Superlidze PE w 2004 - 5. miejsce, z wynikiem 2:02,07 i Superlidze PE w 2008 - 3. miejsce, z wynikiem 2:01,82). W 2003 wystąpiła w zawodach halowego Pucharu Europy, zajmując 4. miejsce w sztafecie 800 metrów + 600 metrów +400 metrów + 200 metrów.

### Starty krajowe
Na mistrzostwach Polski seniorów na otwartym stadionie zdobyła 13 medali, w tym siedem złotych w biegu na 800 metrów (2000, 2001, 2002, 2003, 2004, 2008, 2009, jeden srebrny w biegu na 800 metrów (2013), trzy srebrne w sztafecie 4 x 400 metrów (2002, 2003, 2003) i dwa brązowe w sztafecie 4 x 400 metrów (2000, 2001).
Na halowych mistrzostwach Polski seniorów wywalczyła dwa medale: złoty w biegu na 800 metrów w 2013 oraz brązowy w biegu na 400 metrów w 2002.

### Rekordy życiowe
Rekordy życiowe:
- 400 m – 54,43 (25.05.2001)
- 800 m – 1:58,72 (18.07.2008)
- 1000 m – 2:36,95 (18.08.2007)
- 1500 m – 4:09,39 (08.06.2003)

### Życie prywatne
W 2006 ukończyła studia w Akademii Wychowania Fizycznego we Wrocławiu, pracuje w Zespole Szkół Ogólnokształcących i Mistrzostwa Sportowego im. J.I.Sztaudyngera w Szklarskiej Porębie. Jej mężem jest lekkoatleta Piotr Rostkowski.